# 危険な再会
『危険な再会』（きけんなさいかい）は、1993年4月5日から5月28日までTBS系列「ドラマ30」（月 - 金 午後1時30分 - 午後2時（JST））枠で中部日本放送（CBC）で製作された全40回の昼ドラマである。

## 概要
これまでCBCの「ドラマ30」は毎日放送（大阪）製作分同様、地元・名古屋で製作されてきたが、本作からは予算や編成上の理由で東京支社が製作主導になり、配信のみ中部日本放送で著作権は外部製作会社に発注する形を取ることになる。実際ロケーションは横浜を中心に敢行されている。この体制は『しおり伝説〜スター誕生〜』まで6年間にわたり続く。

## キャスト
- 中原理恵
- 田村亮
- 塩屋俊
- 小野みゆき
- 三条美紀
- 辻沢杏子
- 藤東勤
- 三浦賢二[1]
- 築出静夫[1]
- 山村聡[1]

## スタッフ
- 脚本 - 桃井章[1]
- 演出 - 九鬼通夫、柴田敏行[1]
- プロデューサー - 松谷敦、山本恵三[1]
- 製作 - 中部日本放送
- 音楽 - 前田憲男[要出典]
- 主題歌 - 真璃子「花咲く丘で」（作詞：真璃子、作曲：都志見隆、編曲：戸塚修）[1][2][3][4][5]
- 著作 - 悠々社[要出典]